# Puris Kaewkoed
Puris Kaewkoed (ur. 6 września 1989) – tajski zapaśnik walczący w stylu wolnym.
Srebrny medalista igrzysk Azji Południowo-Wschodniej w 2011 i 2019 i brązowy w 2009. Jedenasty na mistrzostwach Azji w 2007 roku.